# جامعة ماساريك
جامعة ماساريك (بالإنجليزية: Masaryk University)‏ هي جامعة، تأسست في 1919، في التشيك، وهي عضوة في شبكة أوتريخت، وCouncil of Managers of National Antarctic Programs ‏، بلغ عدد طلابها 33259 في 31 ديسمبر 2016.